# 慈度寺
慈度寺，俗称前黑寺，是位于今北京市海淀区马甸路（原属东升乡马甸村）的一座藏传佛教格鲁派寺院。现已无存。

## 历史
慈度寺建于清朝初年，位于功德林东北。因为和西黄寺、东黄寺同为藏传佛教寺院，建筑覆盖青瓦，俗称“前黑寺”。当时该寺北侧隔一条街有俗称“后黑寺”的察罕喇嘛庙。
民国十五年（1926年），前黑寺的部分主体建筑，其中包括誦经大殿，被当时驻北京的李景林部洗劫后纵火烧毁。据黑寺老喇嘛、满族人马喇嘛2005年88岁时回忆称：“李部驻扎黑寺，放任兵士大肆抢掠寺内大批佛像文物及金银器物。李部失守北京，所部离走黑寺时纵火烧了大殿。大火烧着至火苗熄灭为止持续了几个月。”
如今，该寺旧址上建起了住宅小区、海淀区民族小学等。

## 建筑
慈度寺建筑坐北朝南，殿宇五层。“山门、天王殿恭悬圣祖仁皇帝御赐慈度寺额。第四层大殿前恭悬圣祖额曰：法云广润。寺内铁钟、铁磬皆明万历年造，又铜钟一，明宣德年造，当是他处移至者。”